# Huldrelok
Huldrelok is een compositie van de Noor Johan Halvorsen. Hij schreef het voor viool en piano. Op 8 februari 1892 voerde Halvorsen het zelf uit met pianist Willem Dayas in een concertzaal te Helsinki. Het maakte deel uit van een setje, samen met een werkje getiteld Furioso.  Het werd nog een viertal keer gespeeld (zonder Furioso), vervolgens verdween het in de la. Van Furioso is niets meer teruggevonden.
Het is onduidelijk wat Halvorsen probeerde te verbeelden. Huldrelokk is Noors voor een nachtzwaluw, maar het kan tevens een lokroep zijn van Huldra, een Noords mythisch wezen te vergelijken met een sirene uit het bos.
Edvard Grieg schreef ook een werkje met deze titel, alleen voor piano.